# Associazione Calcio Reggiana 1919
L'Associazione Calcio Reggiana 1919, meglio nota come Reggiana, è una società calcistica italiana con sede nella città di Reggio Emilia, in Emilia-Romagna. Milita in Serie B, la seconda divisione del campionato italiano.
Rifondata nell'agosto del 2018 come Reggio Audace Football Club, eredita la tradizione sportiva dell'Associazione Calcio Reggiana, estromessa al termine del campionato di Serie C 2017-2018 per motivi finanziari e successivamente sciolta, e a sua volta creazione del lodo Petrucci. Vanta la 42ª migliore tradizione sportiva in Italia: inoltre occupa la 59ª posizione nella classifica perpetua della Serie A e la 23ª in quella della Serie B.
Anche nota col soprannome di Regia, ha per colore sociale il granata, gioca le partite casalinghe al Mapei Stadium - Città del Tricolore. Promossa per la prima volta nella massima serie italiana (a gironi) nella stagione 1920-1921, conta in questa categoria 7 apparizioni, l'ultima delle quali nella stagione 1996-1997, annoverando come miglior piazzamento il 14º posto della stagione 1993-1994; a livello nazionale, nel suo palmarès la società vanta un campionato di Serie B e uno di Serie C a girone unico, nonché una Supercoppa di Serie C2.

## Storia

### Dagli anni 10 agli anni 40: gli inizi e l'esperienza in massima serie
L'Associazione Calcio Reggiana venne fondata il 25 settembre 1919 a seguito della fusione tra il Reggio Foot-Ball & Cricket Club e l'Audace Reggio, ove tra i fondatori storici figurava Severino "Umberloun" Taddei. La neonata formazione riprese lo storico colore sociale del Reggio, il granata (nonostante le fugaci prime uscite furono verosimilmente in maglia nera, tinta ereditata dalla Juventus Reggio a sua volta oggetto di una precedente fusione), e andò a giocare sul campo dell'Audace, il Mirabello.

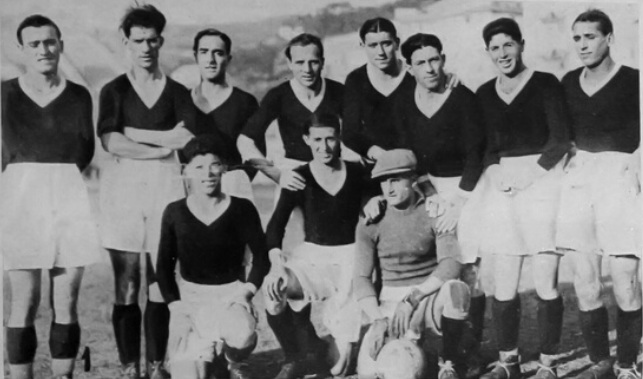
Una formazione della Reggiana nel 1928, in Divisione Nazionale.

Appena nata, viene subito ammessa al campionato emiliano di Promozione e dalla stagione successiva a quello di Prima Categoria, all'epoca il massimo campionato, seppur pletorico (88 partecipanti, di cui 64 nel settentrione) e strutturato in eliminatorie regionali. Dopo due stagioni in cui non riesce a superare la fase regionale mancando dunque la qualificazione al campionato nazionale propriamente detto, nell'estate del 1922 una riforma dei campionati relega la Reggiana in Seconda Divisione. Il 27 luglio 1924, vincendo per 2-0 lo spareggio con l'ex aequo Olympia di Fiume, la Reggiana conquista la promozione nella Prima Divisione, la massima serie dell'epoca ridotta per il Nord a sole 24 squadre suddivise in due gironi subnazionali, dove rimane per un biennio affrontando squadre competitive come Genoa, Torino, Inter, Juventus, Milan e Pro Vercelli. Nei primi due campionati di massima serie si segnalarono, oltre al grande Felice Romano, gli austriaci Powolny e Huber, quest'ultimo richiamato in patria dopo sole tre gare. Dopo la retrocessione del 1926, la Reggiana tornò subito in massima serie grazie al portiere e allenatore Vilmos Zsigmond, cecoslovacco, ma anche al goleador Stefano Aigotti, che passerà al Milan e sarà l'unico rossonero a segnare tre gol in un derby all'Inter. Poi due campionati deludenti, il primo con le retrocessioni bloccate e il secondo segnato dalla retrocessione in B. Per i successivi sessant'anni, rimarrà questo il massimo traguardo della storia granata. Proprio in quel periodo Felice Romano fu il primo, e finora unico, calciatore del club a vestire la maglia azzurra della Nazionale A. Nel 1930 la Reggiana conosce una nuova retrocessione in Serie C, dove la squadra granata rimarrà fino al 1940, quando sotto la guida di János Vanicsek e con Satiro Lusetti (Gatto magico) in porta, il terzino Lucio Duo, il mediano Vittorio Malagoli (Scheggia), agguantò la cadetteria. Due anni di B, segnati dal ritorno di Alcide Cèna Violi, e poi nel 1942 ancora Serie C.

### Anni 50
La storia "moderna" della Reggiana incominciò nell'immediato periodo postbellico, nei primi anni 50. Nel secondo dopoguerra la Reggiana milita per molti anni nel campionato di Serie B, sfiorando in varie occasioni la promozione nella massima categoria (che veniva sempre a mancare nelle battute conclusive) lanciando numerosi giovani calciatori e rivitalizzando "vecchie" glorie (ricordiamo fra gli altri Amleto Frignani e Guido Vincenzi (entrambi nazionali), Martiradonna e Greatti, che vinceranno lo scudetto col Cagliari, Dante Crippa, il dottore Lamberto Boranga, Flaviano Zandoli, Roberto Mozzini, Francesco Romano, Andrea Carnevale, Giancarlo Corradini e Giovanni Francini).
Nella stagione 1952-1953 la Reggiana conoscerà il momento più buio della sua storia, fu infatti retrocessa in IV Serie per un presunto illecito sportivo denunciato dai dirigenti del Parma al termine di una sfida contro la squadra crociata vinto dalla Reggiana; non furono addotte mai prove convincenti, ma tanto bastò a un dirigente nazionale della Lega Calcio parmense per disporre la retrocessione dei granata. Dall'episodio della retrocessione combinata nacque una forte rivalità tra i tifosi granata e quelli del Parma, ancora oggi molto sentita, che si acuisce anche nel secolare campanilismo che perdura tra le due città e che ha sua espressione nel derby dell'Enza. La squadra granata impiegherà ben tre anni per rimediare al torto subito e ritornare in terza serie, collezionando anche magre figure nei campetti di provincia di mezza Italia. Alla fine la squadra, capeggiata da un allenatore, per ironia della sorte parmense, Luigi Del Grosso ritornerà in Serie C nella stagione 1955-1956 dopo gli spareggi di Bolzano. Luigi Del Grosso siederà in panchina ancora per qualche anno e diverrà anche direttore sportivo della Reggiana, contribuendo a rafforzare la squadra nel campionato di cadetteria da lui conquistata nella stagione 1957-1958. La "vendetta" granata arriverà (sempre per mano di Del Grosso) nel campionato cadetto 1958-1959 con la vittoria dei granata in entrambi gli incontri disputati contro i crociati che costrinsero il Parma a un'affannosa lotta per la salvezza che giunse solo nel finale del torneo e ancora nella stagione 1959-1960 replicando i derby vittoriosi dell'anno precedente.

### Anni 60 e 70: mancate promozioni e sofferte salvezze
Gli anni 60 e 70 scivolarono via tra mancate promozioni in Serie A – una costante nella lunga storia granata – alternate da qualche retrocessione in C ma per lo più vissuti in buoni campionati di Serie B. Rimarranno a lungo nei ricordi dei tifosi reggiani le promozioni in massima categoria mancate nelle stagioni 1960-1961, 1968-1969 e 1971-1972; nel '61 la Reggiana giunge quarta a tre punti al Palermo (quando vi era a pari merito a due giornate dal termine), nel '69 la compagine granata ripeté il piazzamento, stavolta a un solo punto dal Bari (complici tre pareggi nelle ultime quattro partite), mentre nel '72 sono due sconfitte alla terz'ultima e alla penultima di campionato a pregiudicare il sogno della promozione ai granata.

Una formazione della Reggiana 1974-1975.

Da quell'annata dal triste epilogo la Reggiana non combatterà più per la Serie A per i successivi diciassette anni che vivrà tra salvezze sofferte in B e lotte per la promozione in Serie C. La Reggiana retrocede con largo anticipo dalla cadetteria nella stagione 1975-1976 dopo che nei due anni precedenti era giunta la salvezza all'ultima giornata ad Arezzo (1973-1974) e nello spareggio contro l'Alessandria a San Siro (1974-1975). Non riesce ai granata il ritorno immediato in Serie B sebbene nei primi tre anni di C, che nel frattempo si divide in C1 e C2, ci vada vicino per ben due volte nel 1978 e nel 1979, con un terzo e un quarto posto.

### Anni 80: la risalita
L'inizio degli anni 80 coinciderà con una nuova promozione in Serie B. La Reggiana, guidata in panchina da Romano Fogli, vinse il campionato di C1 per poi salvarsi nella successiva stagione cadetta, grazie a un pareggio 0-0 ottenuto all'ultima giornata in casa del Pisa. In quella Reggiana si misero in luce molti giocatori di talento tra i quali Gianfranco Matteoli e Andrea Carnevale. Nel 1982 si verificò un cambio della guardia ai vertici società granata: a prendere le redini della Reggiana fu Giovanni Vandelli, imprenditore ceramico, che diverrà uno dei presidenti più amati dai tifosi, nonostante i suoi anni di presidenza coincidano con risultati non esaltanti. Vandelli non lesinò in passione e investimenti eppure la squadra retrocedette in C1 e iniziò a mettere in fila una serie di stagioni mediocri durante i restanti anni della sua presidenza.

Una formazione della Reggiana 1988-1989, vincitrice del girone A di Serie C1.

Il 1988 sarà l'anno di un nuovo cambio societario, con la nuova proprietà che guiderà la Reggiana tra la fine del decennio e i primi anni 90, e che porterà alla scrittura della miglior pagina di storia granata. Quegli anni infatti coincideranno con il periodo più glorioso della lunga storia granata, il club, in cui militarono Fabrizio Ravanelli, Michele Zanutta, Walter De Vecchi, Andrea Silenzi, Giuseppe Scienza, Fernando De Napoli, Dario Morello, Francesco Antonioli, Eugenio Sgarbossa, Maurizio Neri e Luca Bucci, prima ottenne una promozione dalla C1 alla B, per poi sfiorare per due campionati l'approdo in Serie A. Il ciclo che portò più lustro sportivo alla Reggiana ebbe inizio alla fine degli anni 80, con l'acquisizione da Giovanni Vandelli della maggioranza della società da parte della finanziaria Finsport (creata dal senatore Walter Sacchetti e compartecipata dagli industriali Veroni e Morini) e con la presidenza di Ermete Fiaccadori, e si concluse all'inizio del decennio successivo, a promozione in massima serie ottenuta, con la cessione della maggioranza azionaria agli imprenditori friulani Franco Dal Cin e ai fratelli Fantinel.

### Anni 90
L'appuntamento con la Serie A per la Reggiana arrivò finalmente nella primavera del 1993 al Manuzzi col Cesena, al termine di un campionato che si concluse con la vittoria della Serie B 1992-1993. Il vecchio Mirabello e tutta la città esplosero in una grande festa del popolo granata nella quale non furono lesinati grandi festeggiamenti e ovazioni ai propri beniamini per il ritorno nella massima serie nazionale, a ben sessantaquattro anni di distanza dall'ultima apparizione. Allenatore di quella storica compagine fu Giuseppe Marchioro, il quale sedeva sulla panchina granata dalla Serie C1 1988-1989, e che scrisse con la promozione in Serie A dei granata una pagina gloriosa nella storia della Reggiana. Al termine di questa stagione così importante per la storia granata si verificò anche un clamoroso passaggio societario tra la finanziaria locale Finsport e il sodalizio imprenditoriale friulano composto da Franco Dal Cin e dai fratelli Fantinel. Dal Cin, personaggio discusso e inviso al tifo organizzato granata, rimarrà a capo della Reggiana fino all'avvento di Cimurri e Foglia nei primi anni 2000.

#### Il ritorno in Serie A dopo 64 anni
All'esordio nel campionato di Serie A 1993-1994 a girone unico, la formazione emiliana schierò un gruppo affiatato di giocatori tra i quali spiccavano il fuoriclasse portoghese Paulo Futre e alcuni talentuosi giocatori quali Michele Padovano, Massimiliano Esposito, Gianluca Cherubini, il veterano Luigi De Agostini nonché il giovane portiere Cláudio Taffarel il quale, alla fine della stagione, si laureò campione del mondo con il Brasile. Fu proprio quest'ultimo a contribuire in modo determinante alla salvezza della squadra, che avvenne il 1º maggio 1994 a San Siro contro il Milan di Fabio Capello: la Reggiana infatti si impose vincendo per la prima volta nella sua storia contro la compagine meneghina con il risultato di 0-1 (gol di Massimiliano Esposito). La squadra granata terminò quel campionato al tredicesimo posto, appaiata all'Inter, sia in termini di punti totali (31), che di punti e di reti negli scontri diretti (Inter-Reggiana 2-1, Reggiana-Inter 1-0), ma con una peggiore differenza reti complessiva, salvandosi a discapito del Piacenza. Da parte piacentina vi furono notevoli polemiche, ma la Reggiana vinse con merito contro un Milan determinato a non perdere tra le mura amiche.

Una formazione della Reggiana vincitrice del campionato di Serie B 1992-1993 e di nuovo promossa in massima serie a sessantaquattro anni dalla precedente apparizione.

La Reggiana del 1994-1995 non emulò quella dell'anno precedente, complice anche l'infortunio occorso al suo bomber Padovano; alla settima giornata (dopo aver raccolto solo un punto contro la Fiorentina), dopo sette stagioni, viene esonerato l'allenatore Giuseppe Marchioro (in sella alla squadra granata dalla stagione 1988-1989) e viene chiamato Enzo Ferrari (che poi lascerà spazio all'allenatore della primavera Cesare Vitale). Nonostante gli acquisti estivi di Francesco Antonioli, Fernando De Napoli e Sunday Oliseh, nel primo campionato in cui si assegnavano i tre punti per la vittoria i granata ne raccolsero soltanto 18, finendo la stagione al penultimo posto (a sedici punti dal Foggia terzultimo, davanti solo al Brescia fermo a 12, il quale stabilì il record negativo di punti in Serie A). Nello stesso anno fu inaugurato nella gara casalinga contro la Juventus il nuovo Stadio Giglio (il match terminò con la vittoria dei bianconeri per 2-1).
Dopo la retrocessione in Serie B 1995-1996, l'anno seguente sulla panchina della Reggiana fu posto un giovane allenatore reggiano, alla sua prima esperienza in una squadra di club, Carlo Ancelotti. Ancelotti, al termine di una lunga rimonta durante il campionato, riuscì a riportare immediatamente la Reggiana nella massima serie. La stagione cominciò davvero male per i granata, i quali alla 7ª giornata dopo la pesante sconfitta subita per 4-1 con il Pescara, si ritrovarono ultimi in classifica, la società però riconfermò la fiducia ad Ancelotti e la settimana successiva la squadra colse la sua prima vittoria stagionale in casa contro il Venezia dell'ex-allenatore Giuseppe Marchioro (col risultato di 3-0) e iniziò un lungo inseguimento che la portò, già al termine nel girone di andata, a conquistare la vetta della classifica. Nel girone di ritorno i risultati furono piuttosto altalenanti ma la Reggiana riuscì a conservare il quarto posto in classifica e conquistò la matematica promozione in Serie A 1996-1997 con una giornata di anticipo, vincendo per 1-0 al "Bentegodi" contro l'Hellas Verona, già promosso la settimana
precedente, e battendo la concorrenza della Salernitana. Il gol della promozione venne realizzato da un giovane Pietro Strada, protagonista assoluto di quella stagione insieme al centravanti russo Igor' Simutenkov, al difensore Angelo Gregucci, all'esperto portiere Marco Ballotta e ai centrocampisti Leonardo Colucci e Marco Schenardi.

Una formazione della Reggiana 1993-1994, all'esordio nella Serie A a girone unico.

Nella stagione 1996-1997 Ancelotti passò ad allenare il Parma, sicché la società dovette così affidarsi al tecnico romeno Mircea Lucescu. La squadra che aveva ottenuto la promozione l'anno prima venne in gran parte smantellata e malamente ricostruita ingaggiando dall'estero elementi esperti ma a fine carriera, come Georges Grün e Dietmar Beiersdorfer, oppure calciatori che si rivelarono autentiche delusioni quali Michael Hatz, Franz Carr e Adolfo Valencia (quest'ultimo ex-Bayern Monaco, squadra con la quale aveva vinto la Bundesliga nella stagione 1993-1994, nonché centravanti della nazionale colombiana a USA '94) che non riuscirono a incidere positivamente sulle sorti della Reggiana. Ad aggravare la situazione di questa stagione tribolata, nel mercato di novembre la società cedette anche il centravanti Sandro Tovalieri ai diretti concorrenti del Cagliari e il centrocampista Marco Schenardi al Bologna, senza sostituirli in maniera adeguata, completando così l'opera di smantellamento della squadra e avviando un rapido declino delle possibilità di permanenza in massima serie. L'avventura di Lucescu sulla panchina granata durò solo una decina di partite (solo 4 i punti conquistati), e venne poi sostituito da Francesco Oddo dopo la sconfitta per 0-2 contro il Vicenza. La Reggiana visse il momento migliore della stagione solo durante i primi mesi del 1997, a cavallo tra i due gironi, quando ottenne le uniche due vittorie della stagione (contro Perugia e Verona, entrambe fuori casa) e mantenne così vive, almeno virtualmente, le speranze di salvezza. La partita che decise definitivamente la stagione fu l'incontro casalingo con il Piacenza, che venne disputato su campo neutro a causa della squalifica del Giglio come diretta conseguenza degli scontri tra tifosi e del lancio di rubinetti in campo durante il derby con il Parma di qualche settimana prima: l'incontro si concluse sullo 0-0 e la Reggiana, che era obbligata a vincere, da quel momento restò inchiodata a fondo classifica, retrocedendo quindi mestamente e con largo anticipo sulla fine del campionato in Serie B.
Nel campionato di Serie B 1997-1998 confidando nella presenza di giocatori quotati tra i quali Filippo Galli, Alberico Evani, Igor' Simoutenkov e Gianluca Berti l'obiettivo dichiarato da subito fu la promozione in Serie A. A inizio stagione la squadra ottenne invece risultati disastrosi e scivolò addirittura in zona retrocessione dopo la sconfitta per 1-0 in casa contro il Genoa (fino a quel momento ultimo in classifica) e quella per 2-1 con la Lucchese, che lasciò la Reggiana al penultimo posto in classifica. La società cercò di correre ai ripari sostituendo Francesco Oddo con Franco Varrella, la mossa sembrò funzionare difatti la squadra rimontò in classifica e, trascinata dai gol di Giacomo Banchelli, arrivò nei pressi della zona promozione già al termine del girone di andata. Alla ventiduesima giornata la Reggiana batté per 3-2 il Ravenna a domicilio e raggiunse il quarto posto in classifica, l'ultimo utile per la promozione, in compagnia del Torino. Tuttavia la squadra a questo punto, iniziò a perdere colpi e si staccò progressivamente dalla lotta per la promozione, perdendo gli scontri diretti del girone di ritorno contro Perugia e Torino (coi piemontesi la sconfitta fu decisiva, a sole quattro giornate dal termine), e addirittura subendo uno 0-2 casalingo dal Padova, fanalino di coda che a fine stagione retrocederà in Serie C1. La Reggiana chiuse così la stagione con altre due sconfitte e un anonimo undicesimo posto in classifica.

Una formazione della Reggiana 1996-1997, l'ultima a calcare i campi della massima serie.

La stagione 1998-1999 che avrebbe dovuto essere quella del rilancio delle ambizioni di promozione in Serie A alla fine si concluderà addirittura con la retrocessione in Serie C1 dei granata, nonostante l'avvicendamento di tanti giocatori impiegati (fra cui atleti di rilievo come Angelo Carbone, Igor Protti e Angelo Pagotto) e di ben tre allenatori durante l'anno. La stagione iniziò con in panchina il confermato Franco Varrella e la Reggiana alla terza giornata conquistò una bella vittoria per 5-2 contro l'Hellas Verona (poi vincitore del campionato) al Bentegodi. La squadra tuttavia entrò ben presto in un periodo negativo che portò all'esonero di Varrella, sostituito da Attilio Perotti. La Reggiana, nonostante qualche acuto (come il 3-0 ottenuto contro la Fidelis Andria), non riuscì mai a risalire dal fondo classifica, mancando la vittoria in alcune sfide-salvezza importanti (1-1 in casa con la Ternana e poi raccogliendo un misero 2-2 in casa della Cremonese, ultima in classifica), così la società decise di sollevare Perotti dall'incarico e richiamò Varrella. La Reggiana ebbe un sussulto e vinse 3-0 la gara casalinga con il Ravenna, ma già la domenica successiva incappò in una pesante sconfitta per 1-0 contro il Monza con la complicità dell'errore del portiere Pagotto sul gol dei brianzoli. Varrella venne esonerato per la seconda volta e per le ultime giornate la squadra fu affidata alla coppia formata da Fabiano Speggiorin e Angelo Gregucci (al suo esordio da allenatore) quando ormai il ritardo in classifica fu tale da rendere la salvezza una missione quasi impossibile. Le ultime quattro giornate coincisero con quattro vittorie, ma tutto ciò non bastò alla Reggiana per ottenere la salvezza: all'ultimo turno il Cosenza vinse con il Cesena, già salvo, e sancì la retrocessione degli emiliani in Serie C1, a soli tre anni dalla promozione in Serie A.

### Anni 2000
Nella stagione 1999-2000 la società, oberata dal peso dei debiti contratti per la costruzione dello stadio, si ritrovò incapace nella realtà di investire adeguatamente per puntare al ritorno in Cadetteria e si salvò solo all'ultima giornata grazie alla vittoria casalinga contro il Siena. In questa stagione si svolse per la prima volta il derby col Brescello, che tra l'altro vinse il match di andata al Mirabello. La stagione 2000-2001 andò ancora peggio e la Reggiana chiuse al terzultimo posto, mantenendo la permanenza in Serie C1 solo attraverso la vittoria del doppio spareggio play-out contro l'Alzano Virescit. Tuttavia i bergamaschi furono ripescati e la stagione seguente si ripresentò la medesima sfida play-out. Un doppio 2-1 condannò nuovamente l'Alzano alla retrocessione, in virtù del miglior posizionamento in classifica dei reggiani.
Al termine del campionato la società passò di mano dall'imprenditore friulano Franco Dal Cin al duo formato dall'imprenditore parmense Ernesto Foglia, già proprietario del Brescello, e dal reggiano Chiarino Cimurri. In fase di calciomercato, furono numerosi i calciatori acquistati dallo stesso Brescello. La prima stagione, con Cadregari in panchina, fu anonima. Durante la stagione 2003-2004 Cadregari venne esonerato in virtù di Antonio Sala, per poi esser richiamato dalla società. Tali avvicendamenti condannarono nuovamente la Regia alla disputa dei play-out; fu chiamato in panchina Bruno Giordano, e i granata prevalsero sul Varese.
Nel campionato 2004-2005, grazie all'arrivo del direttore sportivo Marco Valentini, la squadra fu profondamente rinnovata con gli innesti di giocatori di qualità come Andrea Deflorio, Gabriele Paoletti e soprattutto Costantino Borneo, acquistato dalla Vis Pesaro, capocannoniere del girone B dell'anno precedente. La sua stagione fu però al di sotto delle aspettative a causa di un grave infortunio al capo. La squadra tuttavia si dimostrò competitiva e grazie al quinto posto in regular season accedette ai play-off. Nella doppia sfida contro l'Avellino maturarono un discusso 2-1 per gli irpini ed un pareggio, che estromisero la Reggiana dalla corsa alla B.

#### Fallimento e rifondazione
Il 13 luglio 2005 la società, gravata ormai da un insostenibile debito, venne dichiarata insolvente e fallì. In agosto, a seguito dell'intervento della neonata compagine societaria Iniziativa Tricolore, composta da realtà industriali e cooperative reggiane di primo piano e da alcuni soci fondatori privati, venne costituita una nuova società denominata "Reggio Emilia Football Club", la quale aderì tramite lodo Petrucci al campionato di Serie C2 2005-2006, garantendo la permanenza nel calcio professionistico di una associazione sportiva cittadina. Dopo breve tempo la società Reggio Emilia Football Club mutò il proprio nome nella storica denominazione Associazione Calcio Reggiana 1919, essendosi assicurata per 200.000 euro il vecchio marchio dal curatore fallimentare. Lo Stadio "Giglio", essendo di proprietà di una controllata della società fallita, fu coinvolto come cespite nella procedura fallimentare e dopo qualche anno fu messo all'asta.
Dopo la celere ricostituzione societaria si dovette affrontare il problema di riformare in tempi stretti un valido gruppo di calciatori professionisti visto che furono solamente due giocatori Antonio Foschini e il reggiano Fabio Caselli (che saranno nominati capitano e vice) ad accettare di sposare il progetto di rifondazione sportiva della Reggiana nella serie inferiore. Nel campionato 2005-2006 di Serie C2, inserita nel girone B, la nuova Reggiana allenata da Luciano Foschi disputò una buona stagione (se si considera quale fosse alla vigilia la situazione societaria e con una preparazione estiva partita in ritardo a causa del fallimento). Il primo match della "nuova" Reggiana fu giocato in casa il 18 settembre 2005 contro il Forlì e si chiuse sullo 0-0. Con il prosieguo del campionato la Reggiana diede l'impressione di poter anche agguantare la zona play-off, grazie a una serie positiva di dodici partite consecutive senza sconfitte inanellata nella fase centrale del campionato ma la stagione poi, complice un calo di risultati nel finale, si concluse con l'ottavo posto.
Nella stagione successiva 2006-2007 i granata partirono con l'obiettivo dichiarato di salire in Serie C1. I primi risultati non furono però quelli auspicati e dopo sole quattro partite la società esonerò il tecnico Foschi per far posto ad Alessandro Pane. Sotto la guida del nuovo mister toscano la squadra ritrovò le ambizioni dell'inizio e chiuse la stagione 2006-2007 al quinto posto, guadagnandosi il diritto di partecipare ai play-off validi per la promozione in Serie C1. La Reggiana nel primo turno ebbe quindi la meglio sulla Cisco Roma capitanata da Paolo Di Canio, imponendosi per 1-0 in entrambe le partite; con lo stesso risultato, grazie a un gol di Giuseppe Ingari, i granata vinsero anche il match di andata della doppia finale play-off giocato contro la Paganese allo Stadio Giglio. La promozione restò in mani granata fino a due minuti dal termine del match di ritorno allo stadio "Marcello Torre" di Pagani, dove la squadra locale riuscì a segnare un gol rocambolesco, mandando la partita ai tempi supplementari, e qui a realizzare il gol promozione del 2-0 nei minuti supplementari col nigeriano Francis Ibekwe.
La successiva stagione sportiva 2007-2008 si aprì con la conferma del tecnico Pane, con gli addii del giovane difensore Simone Gozzi (che venne ceduto in comproprietà al Modena) e di quello, molto discusso dalla piazza, del portiere Raffaele Nuzzo, vero e proprio idolo della tifoseria. A sostituirli arrivarono i pari ruolo Danilo Zini e Marco Ambrosio (quest'ultimo con alle spalle anche un anno di esperienza al Chelsea nel 2003-2004). La stagione vide da subito protagonisti nella sfida promozione gli uomini di Pane ed il Bassano del tecnico Glerean, con le due compagini che si contesero fino al termine la vetta per tutto il campionato. A Reggio Emilia, a cinque giornate dal termine, la sfida tra le due regine del girone terminò 1-1 quando la Reggiana, all'inseguimento dei veneti staccati di tre lunghezze, sembrò ormai destinata ai play-off, fu sorpresa dalla imponderabilità del calcio: nelle successive due partite difatti i granata continuarono a cogliere due importanti vittorie mentre il Bassano rimediò due sconfitte contro Prato (in casa) e Portogruaro in trasferta. I veneti finirono così per ritrovarsi da +3 a -3 dalla Reggiana nell'arco di sole due giornate. Per uno strano scherzo del destino, a segnare al '94 il gol del 2-1 finale del Portogruaro sul Bassano fu proprio Ibekwe, il calciatore che, un anno prima, fece sfumare il sogno promozione della Reggiana a Pagani. Il 27 aprile 2008, con una giornata di anticipo sulla fine del girone B di C2, la Reggiana guadagnò la matematica certezza della promozione in Serie C1 grazie al pareggio sul campo di Castelnuovo Garfagnana per 1-1, (al vantaggio granata di Vito Grieco all'84' rispose il gol di Micchi all'88') ed alla contemporanea sconfitta casalinga dei diretti inseguitori del Bassano Virtus contro il Gubbio per 0-1. Grandi protagonisti di questa promozione furono il giovane attaccante reggiano Andrea Catellani, l'esperto capitano Vito Grieco, gli attaccanti Omar Martinetti e Matteo Pelatti, i difensori Mirko Stefani e Danilo Zini ed i centrocampisti Paolo Ponzo (motorino infaticabile, al rientro in granata dopo le esperienze in Serie B) e Antonio Maschio. Per la Reggiana questa promozione rappresentò il primo risultato positivo dall'ultima storica promozione in Serie A avvenuta dodici anni prima. Il 18 maggio 2008 la Regia conquistò anche la Supercoppa di Lega grazie alle due vittorie ottenute contro Benevento (vincitore del girone C), in casa per 2-1, e Pergocrema (primo nel girone A), in trasferta per 1-0.
Al debutto della stagione della neonata Lega Pro Prima Divisione 2008-2009 la squadra fu composta quasi totalmente dalla quella che vinse nella stagione precedente il campionato di C2. Le partenze più importanti furono quelle di Martinetti verso il Gubbio, Catellani al Catania e Robert Anderson al Venezia. Alla corte di Pane giunsero l'attaccante Stefano Dall'Acqua dal Grosseto, Giovanni Bruno dal Potenza, il mediano Riccardo Nardini dall'Avellino ed i difensori Massimiliano Mei e Davide Scantamburlo dal Venezia. Il campionato vide i granata stazionare sempre nelle posizioni di vertice ed alla terza giornata di ritorno la Reggiana si ritrovò in solitaria in testa alla classifica dopo cinque vittorie consecutive tra le quali spuntarono quelle sulle dirette concorrenti Cesena e Pro Patria, entrambe battute per 1-0. Nel mercato di riparazione alla Reggiana giunse Marco Martini dal Frosinone e fu promosso in prima squadra il giovane talento Maxwell Acosty. Le speranze di salire direttamente in Serie B rimasero concrete fino alla terzultima giornata quando la Reggiana (in testa alla classifica a pari merito con Pro Patria e Cesena, ma prima nella classifica avulsa)
perse sciaguratamente per 3-2 un rocambolesco match contro la Cremonese. La stagione regolare, dopo questa sconfitta, si chiuse quindi con la squadra in flessione con un pareggio contro la Sambenedettese per 0-0 che assicurò agli uomini di Pane il quinto posto, l'ultimo valido per entrare nella griglia dei play-off. Tuttavia i granata vennero eliminati già al primo turno perdendo ambedue gli scontri, finiti con il rocambolesco risultato di 4-5 e 3-2, con la Pro Patria (società che poi fallì di lì a poco).
Nella stagione successiva di Lega Pro Prima Divisione 2009-2010, mister Alessandro Pane passò ad allenare l'Ascoli e sulla panchina granata sedette il friulano Loris Dominissini, ex giocatore dagli importanti trascorsi in granata. Oltre all'abbandono dell'allenatore protagonista dell'ultima promozione, ci furono altre partenze importanti come quella del capitano Vito Grieco, del centrocampista Paolo Ponzo e quella del promettente attaccante Maxwell Acosty (ceduto alla Fiorentina). Sul fronte degli acquisti, la società puntò sul ringiovanimento della rosa con l'ingaggio del centravanti Umberto Eusepi, del terzino Matteo D'Alessandro, del centrocampista Marco Romizi e del portiere Nicolò Manfredini, ma si arricchì anche con l'esperienza di giocatori come il centrocampista Davide Saverino e degli attaccanti Paolo Rossi e Gianluca Temelin (il quale la stagione precedente fu giustiziere della Reggiana con la maglia della Cremonese). I primi risultati furono altalenanti ma col prosieguo del torneo la squadra si rilanciò con la vittoria casalinga contro il Pescara in novembre e risalì la china fino a conquistare anche vetta della classifica, grazie a ben sette vittorie consecutive. Tuttavia il serio infortunio patito da Saverino (che restò fuori per 3 mesi) causato da un rude intervento durante il match contro il Real Marcianise, fece inceppare il meccanismo della squadra che iniziò a perdere colpi su colpi, falcidiata anche da altri numerosi infortuni che costrinsero il tecnico Dominissini a schierare spesso formazioni molto rimaneggiate. La squadra riuscì comunque a guadagnare l'accesso ai play-off battendo per 1-0 la Ternana, grazie ad un gol di Riccardo Nardini, nelle ultime battute di campionato. La Reggiana arrivò ancora una volta in precarie condizioni fisiche al primo doppio confronto, questa volta contro il Pescara, e dopo essere riuscita a strappare un faticoso 0-0 casalingo, fu sconfitta per 2-0 nel match di ritorno allo Stadio Adriatico, chiudendo così stagione ed ambizioni di promozione.

### Anni 2010 e 2020
L'inizio del nuovo decennio vede un nuovo cambio societario per la Reggiana, all'esperienza ormai conclusa di Iniziativa Tricolore ed al presidente Clarfiorello Fontanesi che ne fu espressione, succedette Alessandro Barilli, professionista reggiano che rilevò la maggioranza del pacchetto societario della A.C. Reggiana 1919. La cessione si concretizzò anche grazie alle condizioni particolarmente vantaggiose predisposte per il disimpegno di Iniziativa Tricolore ed al placet politico assicurato dall'allora Amministrazione comunale di Reggio Emilia. Con la Reggiana militante in Lega Pro Prima Divisione 2010-2011 al posto del non confermato tecnico Dominissini venne scelto il lombardo Amedeo Mangone. Dalla rosa della Reggiana vennero ceduti alcuni importanti giocatori tra i quali Riccardo Nardini all'Empoli, il capitano Mirko Stefani che finì in comproprietà alla Cremonese ed il portiere Luca Tomasig all'AlbinoLeffe. A settembre arrivarono gli svincolati Davide Saverino e Massimiliano Guidetti. Il girone di andata non partì ancora una volta nel migliore dei modi: dopo le prime quattro giornate la Reggiana si ritrovò ad avere una delle peggiori difese del campionato. La situazione migliorò poi nelle domeniche successive ma non in modo sufficiente per garantire alla squadra di vivere un campionato ambizioso come i precedenti, i granata infatti stazionarono per tutto il torneo in una posizione interlocutoria di centro classifica, tra la zona play-off e quella play-out. Il periodo peggiore la Reggiana lo attraversò all'inizio del girone di ritorno quando, per ben quattro giornate consecutive, uscì sconfitta da tutte le partite che disputò ritrovandosi così infine invischiata in zona play-out. Solo una reazione d'orgoglio ed alcuni cambiamenti tattici condussero la Reggiana alla vittoria di Cremona alla quale seguiranno altre due vittorie con Ravenna ed Alessandria; coi nove punti raccolti i granata si riaffacceranno con prepotenza addirittura nella zona play-off. Alla penultima giornata va in scena al Giglio lo scontro diretto con la Salernitana per tentare alla Serie B; i granata però, resisi mai pericolosi sotto porta, furono costretti a soccombere con i campani che sbancarono Reggio Emilia grazie ad un gol di Altobello. La Reggiana concluse quindi il campionato con un ottavo posto in classifica, per la prima volta da cinque anni, non accedendo quindi agli spareggi promozione.

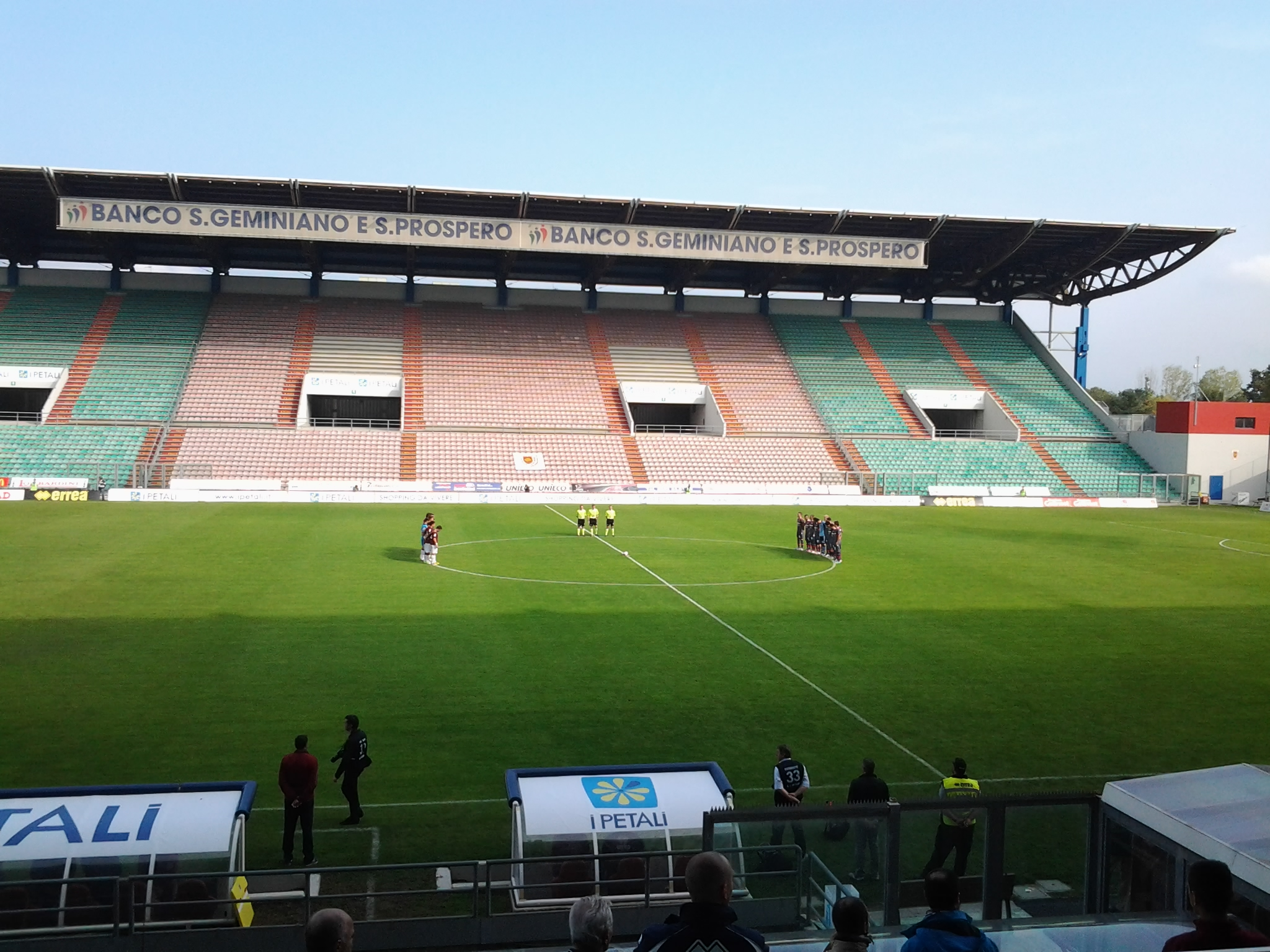
Il minuto di silenzio in ricordo di Helmut Haller prima dell'amichevole del 2012 col Bologna, celebrativa del 93º anniversario del club granata.

Nonostante la stagione deludente nella successiva stagione 2011-2012 la Reggiana, confermò Amedeo Mangone come allenatore, e fu costretta a partire con due punti di penalizzazione in classifica a causa della denuncia di una presunta combine (mai supportata da alcuna prova) tentata dai dirigenti del Ravenna con il giocatore granata Davide Saverino (il quale venne a sua volta squalificato per 3 anni) durante la partita Reggiana-Ravenna del 10 aprile 2011. La società ingaggiò l'attaccante Davide Matteini, calciatore con un trascorso in Serie A. La stagione fu caratterizzata anche da alcune sconfitte dal passivo pesante (da ricordare il 2-4 contro il Como in casa); la prima vittoria giunse alla quinta giornata contro il Foligno, compagine che chiuderà poi il campionato come ultima in classifica. La Reggiana si trovò quindi impelagata nella lotta per evitare i play-out. In dicembre il tecnico Mangone venne esonerato ed al suo posto, dopo un breve periodo di transizione con la panchina affidata a Salvatore Lanna (che poi diventerà viceallenatore), subentrò Lamberto Zauli. La squadra ebbe un breve sussulto positivo all'inizio del girone di ritorno, per poi si stabilizzarsi nella parte medio-bassa della classifica mantenendo sempre un piccolo margine sulla zona play-out fino alla fine del campionato. Al termine dello stesso, la Reggiana chiuderà con un deludente nono posto in classifica.
Il 13 ottobre 2012, al ridenominato Stadio Città del Tricolore, la Reggiana disputò un'amichevole con il Bologna in occasione del 93º anniversario della nascita dei granata: la partita terminò in pareggio con gol di Robert Acquafresca al 36' e di Paolo Rossi al 57'; prima del via all'incontro fu osservato un minuto di silenzio in ricordo del calciatore tedesco Helmut Haller, scomparso due giorni prima.
La stagione 2012-2013 si apre con la conferma di Zauli sulla panchina granata. Durante il mercato estivo venne tesserato il centrocampista Andrea Parola, con esperienze nella massima serie a cui seguirono altri arrivi tra i quali quelli di Alberto Cossentino e di Filippo Antonelli Agomeri. I risultati conseguiti in campionato, tuttavia, furono a dir poco fallimentari; il 22 dicembre 2012 dopo la sconfitta con il Treviso (ultimo in classifica) e concluso il girone d'andata con il misero bottino di 15 punti, Zauli fu esonerato a favore di Luigi Apolloni. L'ex-difensore rimase sulla panchina granata per dieci partite, cogliendo solamente 7 punti prima di essere a sua volta sollevato dall'incarico il 19 marzo 2013 in seguito alla sconfitta per 0-3 in casa del Suedtirol; la società decise pertanto di richiamare nuovamente Zauli. La Reggiana rimase arenata al terz'ultimo posto della classifica davanti solamente a Tritium e Treviso, chiudendo la stagione regolare con appena 29 punti e fu costretta ad affrontare i play-out per evitare di finire in Seconda Divisione. Il doppio confronto vide i granata contrapposti al Cuneo. La gara di andata al Città del Tricolore finì 1-1 ed obbligò quindi i granata a cogliere una vittoria nel ritorno a Cuneo per centrare la salvezza. La partita di ritorno in Piemonte fu una sfida al cardiopalma: la Reggiana passò in vantaggio allo scadere del primo tempo con un contestato rigore trasformato dal capitano Giuseppe Alessi e difese strenuamente il gol di vantaggio, anche in inferiorità numerica, per tutto il secondo tempo da un vero e proprio assedio del Cuneo. I piemontesi finirono per colpire due traverse, creando e divorandosi molte opportunità soprattutto negli ultimi minuti di gioco, ma la Reggiana, stoicamente e fortunosamente resistette fino al termine riuscendo a cogliere quel successo che le permise di mantenere la categoria.
L'inizio della stagione 2013-2014, in seguito ai deludenti risultati dell'ultimo campionato, vide alcuni cambiamenti a livello societario, decidendo di affidare dapprima a Massimo Ienca il ruolo di direttore sportivo, il quale insieme alla società scelse per la panchina il tecnico Pier Francesco Battistini, ex allenatore del Perugia. Nel mercato estivo l'arrivo principale sembrò essere quello di Francesco Ruopolo, attaccante esperto con lunghi trascorsi in Serie B, ma durante la stagione si misero in mostra soprattutto i giovani Elio De Silvestro, Michele Cavion (in prestito dalla Juventus) e la punta Valerio Anastasi, acquistato in comproprietà dal Chievo, che sarà anche il capocannoniere della squadra con 7 gol mentre Ruopolo, fermato anche da numerosi guai fisici, realizzò soltanto una rete. In una stagione dove non furono previste retrocessioni (a causa della riforma che porterà alla costituzione del campionato unico di Serie C), l'obiettivo fu quello di arrivare almeno al 9º posto (su 16 partecipanti), ovvero l'ultimo piazzamento utile per disputare i play-off promozione. Il campionato, partito con risultati discreti, mostrò tuttavia ben presto il basso potenziale della squadra, che già prima dell'inverno iniziò ad inanellare una serie di risultati negativi. Il progressivo allontanamento dall'obiettivo di stagione indusse la società ad esonerare il tecnico Battistini il 10 febbraio 2014, in seguito alla sconfitta casalinga contro la Pro Patria. Fu nominato suo successore Marcello Montanari il quale non conseguì comunque particolari risultati di rilievo con la squadra estromessa dalla lotta per la zona play-off con diverse giornate di anticipo e che chiuse il campionato con un anonimo 12º posto. Durante tutta la stagione la tifoseria della Regia, indispettita verso la proprietà oltre che per i risultati anche dallo smacco dell'acquisto all'asta fallimentare dello stadio cittadino da parte della Mapei di Giorgio Squinzi, patron del Sassuolo, mise in piedi diverse manifestazioni di protesta nei confronti della società granata, chiedendo a gran voce un cambio di proprietà.
La stagione 2014-2015 vide l'arrivo di un nuovo allenatore, il tecnico lombardo Alberto Colombo. La Reggiana, inserita nel girone B della nuova Lega Pro unica, alla vigilia del torneo non risultò accreditata dei favori del pronostico. La squadra partì invece molto bene giocando un calcio piacevole ed efficace, con i risultati che non tardarono ad arrivare, portandosi così nelle posizioni di testa della classifica fin dalla metà del girone di andata. Alla fine del torneo si piazzò in terza posizione (complice anche qualche punto di troppo buttato via contro le squadre più deboli del girone), partecipando così dopo un'attesa di cinque anni ai play-off validi per la promozione in serie B. La Reggiana vinse i quarti di finale in gara unica in trasferta (4-2 dopo i tempi supplementari sul campo dell'Ascoli, che venne poi ripescato in serie B in virtù del secondo posto in classifica a seguito di un illecito sportivo del Teramo) ma il cammino per raggiungere la cadetteria s'interruppe purtroppo ancora, questa volta in semifinale nella doppia sfida col Bassano Virtus, a causa di una sconfitta ai calci di rigore patita nella gara di ritorno in Veneto, dopo l'1-1 maturato al termine dei tempi supplementari (la gara di andata a Reggio Emilia terminò col risultato di 0-0 davanti ad una cornice di oltre 12.000 spettatori).
Nella stagione 2015-2016 la Reggiana venne rilevata da una nuova compagine societaria, guidata dall'industriale reggiano Stefano Compagni, e da subito l'ossatura della squadra che tanto bene fece l'anno prima fu potenziata con alcuni acquisti di rilievo per la categoria, quali quelli degli attaccanti Rachid Arma ed Angelo Raffaele Nolé. In virtù del mercato di rafforzamento di una rosa già competitiva, la Reggiana fu indicata tra le favorite per la promozione ed i granata partirono bene tanto che a fine ottobre, dopo la vittoria casalinga contro la Cremonese, si ritrovarono al primo posto solitario; ciò nonostante, una successiva serie di deludenti pareggi spense di fatto già in gennaio le speranze per il salto di categoria, pur a fronte di una tardiva rimonta nella fase conclusiva del campionato. La stagione sportiva che vide peraltro il definitivo addio della bandiera granata d'inizio millennio, Giuseppe Alessi, andò in archivio con un anonimo e deludente settimo posto finale.

#### Biennio "americano" e secondo fallimento
Nella stagione 2016-2017 Stefano Compagni cedette il 60% della A.C. Reggiana 1919 allo sportivo ed asso del baseball americano Mike Piazza, che dopo essersi avvicinato all'acquisto di diverse formazioni calcistiche italiane, rivolse le proprie attenzioni verso i granata. Nel giugno del 2016 si celebrò, nella centralissima Piazza Prampolini, davanti a 3.000 supporters l'arrivo a Reggio di Mike Piazza il quale, pur scevro da ogni esperienza in ambito calcistico, fra grandi proclami ed investimenti riuscì fin da subito ad infiammare la passione dei tifosi granata. Un mercato importante e le ritrovate ambizioni, anche in virtù di un campionato affascinante che dopo tanti anni avrebbe riportato la Reggiana a giocarsi il derby dell'Enza con i rivali di sempre del Parma, vide ai blocchi di partenza una società ed una squadra costruite per ben figurare e tentare l'assalto alla Serie B. La panchina granata fu affidata al tecnico pugliese Leonardo Colucci, e fino al termine del girone d'andata la Reggiana si mostrò competitiva e vincente, pur con alcune incertezze e passi falsi dentro e fuori dal campo, riuscendo anche ad issarsi per qualche turno (dalla 15ª alla 17ª giornata) al primo posto della classifica. Poco dopo la metà del mese di dicembre 2016 ed ormai al termine del girone d'andata, la Reggiana giunse in una netta posizione di vantaggio di classifica (6 punti) e con il morale alle stelle all'appuntamento del derby casalingo con il Parma (alla 19ª giornata), quest'ultimo alle prese con qualche difficoltà di troppo; ciononostante, davanti a 14.000 propri sostenitori la squadra perse per 0-2 e giocando in un modo irriconoscibile la partita più sentita dell'anno, gli strascichi morali che seguirono alla sconfitta vanificarono poi in un solo mese tutto quanto di buono fatto fino ad allora e la squadra perse posizioni in classifica e sicurezza nei propri mezzi. Da quel momento infatti, il passo delle due rivali s'invertì, con la Reggiana che incappò in pareggi e sconfitte che culminarono con le dimissioni (poi ritirate) del tecnico pugliese ed infine con l'esonero dello stesso a fine dicembre e l'affidamento della panchina all'esperto trainer pisano Leonardo Menichini. La squadra, anche a seguito di un mercato di riparazione in cui non riuscì a tenere il passo dei faraonici investimenti delle rivali (Venezia e Parma su tutte) e che vide diversi giocatori allontanati per motivazioni extra calcistiche, chiuse la stagione regolamentare -pur in affanno- con un quinto posto, l'ultimo valido per la qualificazione ai play-off. Eliminò poi, in doppia sfida, Feralpisalò, Juve Stabia e Livorno ed approdò dunque alla semifinale a turno unico giocata sul neutro di Firenze ma davanti a 2.500 tifosi granata, dove fu sconfitta di misura dalla quotata Alessandria, venendo così eliminata dagli spareggi promozione, vinti alla fine proprio dai rivali del Parma. Nell'estate seguente, a causa di rapporti umani e professionali ormai logori e di alcuni pesanti screzi prodottisi sia tra i componenti della compagine societaria che nei confronti di alcuni dipendenti e dirigenti, i coniugi Piazza, nel frattempo divenuti i proprietari unici della società, operarono drastiche e discusse modifiche all'organigramma societario pur confermando gli investimenti e le ambizioni sportive anche per la successiva stagione.
La stagione 2017-2018, al cui avvio venne confermato come tecnico Menichini, fu segnata da un mercato vivace ed ambizioso, seppur complicato dal clima prodotto dalle succitate vicende. Arrivarono a Reggio, fra gli altri, l'attaccante Cristian Altinier dal Padova, il portiere Davide Facchin dal Venezia, l'esperto difensore Alessandro Bastrini i quali affiancarono i top players dell'anno precedente: il fantasista Alessandro Cesarini, i centrocampisti Massimiliano Carlini, Andrea Bovo ed il difensore Luca Ghiringhelli su tutti. Con un avvio di stagione però non consono alle ambizioni iniziali ed agli investimenti effettuati giunse presto al termine l'esperienza del tecnico Menichini, il quale fu sostituito alla guida della Reggiana dal terzetto Sergio Eberini, Massimiliano La Rosa, Andrea Tedeschi (questi ultimi promossi dalle giovanili granata) e si classificò quarta, al termine di un torneo ben più alla portata del precedente e nel corso del quale in diverse occasioni i granata fallirono ripetutamente l'opportunità di porsi stabilmente al comando, accedendo così nuovamente, con diversi rimpianti per i passi falsi fatti, ai play-off. Agli spareggi la Reggiana eliminò prima il Bassano e poi la Juve Stabia, prima di essere eliminata, a causa di un contestatissimo rigore per un presunto fallo di mano assegnato al 97º minuto di gioco al Siena, appena dopo il pareggio che avrebbe valso la semifinale per i granata, nella gara di ritorno quarto di finale giocato in Toscana (all'andata a Reggio la Reggiana si era imposta per 2-1).
Il 12 giugno 2018, dopo soli due anni dall'arrivo a Reggio Emilia e dopo pochi mesi dall'aver rilevato il 100% delle quote societarie, con le celebrazioni del centenario societario alle porte, i coniugi Piazza attraverso uno stringato comunicato stampa informano la città di non voler provvedere all'iscrizione entro la fine mese della squadra al campionato di Serie C 2018-2019, mettendo in vendita la società, di fatto concedendo però pochissimo tempo ad eventuali soggetti interessati ad acquisire la maggioranza della stessa. Il giorno 29 giugno, nell'ultimo giorno utile e solo dopo le richieste di alcuni rappresentanti dei tifosi e del Sindaco di Reggio Emilia, i due coniugi americani decidono di provvedere all'iscrizione della società, pur non presentando alcuna delle necessarie garanzie economiche richieste a corredo ma definendosi fiduciosi di poter giungere, a breve, alla cessione della società a soggetti che siano successivamente in grado di iscrivere la squadra, tramite ricorso contro l'esclusione provvisoria dal campionato (motivata dall'assenza, a corredo della presentazione della domanda di iscrizione, delle necessarie garanzie economiche) alla Serie C. Il giorno 16 luglio 2018 la società dichiara però che, essendo tramontata ogni ipotesi di cessione, non farà ricorso contro l'esclusione dal campionato di Serie C, rinunciando quindi a parteciparvi. Come ultimo atto, il giorno 24 luglio la FIGC scioglie l'affiliazione della squadra al campionato di competenza, svincolando d'ufficio tutti i tesserati e cancellando la società A.C. Reggiana 1919 dal calcio italiano.

#### Dalla Serie D alla B: il ritorno in cadetteria dopo 21 anni
Il 31 luglio 2018 nasce la nuova società denominata Reggio Audace Football Club S.r.l., di cui l'imprenditore reggiano Luca Quintavalli è il nuovo presidente. Il 1º agosto 2018 il sindaco di Reggio Emilia, Luca Vecchi, scioglie le riserve sulla manifestazione di interesse del titolo sportivo comunicando l'assegnazione dello stesso alla nuova società, che di lì a breve si appresta, disputando il campionato di Serie D, a raccogliere l'eredità della Reggiana Calcio. La Reggio Audace chiude il campionato di quarta serie al terzo posto del girone D. Partecipa ai play-off validi per eventuali ripescaggi nella categoria superiore, perdendo la finale col Modena, ma nel luglio 2019 viene ugualmente ripescata in Serie C a completamento organici. Il 18 luglio 2019 la società si aggiudica all'asta di liquidazione del vecchio club i diritti dello storico marchio A.C. Reggiana 1919, che torna pertanto in possesso del club, pur se ciò non ha effetto sulla ragione sociale.
All'inizio del campionato di Serie C 2019-2020 i granata sono accreditati come una buona squadra, ma non tra i favoriti per il salto di categoria. La formazione, affidata al tecnico Massimiliano Alvini, gioca un ottimo calcio e nel febbraio 2020, alla sospensione del campionato causa emergenza COVID-19, staziona al secondo posto alle spalle del Vicenza; il campionato non riprenderà, con conseguente promozione d'ufficio delle squadre che si trovavano al primo posto al momento della sospensione. Per decidere la quarta promozione vengono però autorizzati i play-off, pur se con una forma inedita e ridotta. In virtù del secondo posto, la Reggio Audace entra in campo ai quarti di finale, dove pareggia 0-0 con il Potenza e accede alle semifinali in virtù della migliore classifica. Qui affronta e batte il Novara per 2-1, accedendo per la prima volta nella sua storia alla finale valida per la promozione. Il 22 luglio, battendo il Bari, la squadra granata torna in Serie B a ventuno anni di distanza dall'ultima presenza nella serie cadetta. Il 28 luglio 2020 la squadra torna ad assumere lo storico nome AC Reggiana 1919.
Tuttavia, l'avventura nella serie cadetta dura soltanto una stagione (2020-2021), in quanto la squadra, classificatasi diciottesima, retrocede in Serie C. I granata erano anche partiti bene a inizio stagione, salvo poi inanellare tra febbraio e aprile una serie di dieci partite senza vittorie: decisiva in negativo si rivelerà la sconfitta contro il Vicenza all'ultima giornata. Il campionato viene giocato interamente a porte chiuse (causa COVID-19), rendendo impossibile ai tifosi sostenere la squadra dagli spalti e godersi la tanto agognata Serie B. La formazione granata (colpita da un focolaio di COVID-19) è inoltre l'unica squadra italiana, tra Serie A e B, a vedersi assegnata una sconfitta a tavolino a causa dell'impossibilità di schierare un numero sufficiente di giocatori nella sfida in trasferta contro la Salernitana, originariamente in programma per il 31 ottobre 2020.
Nella stagione 2021-2022 la Reggiana è inserita nel girone B della Serie C ed è una delle due squadre favorite per la promozione in Serie B, assieme ai rivali del Modena. I granata partono bene e accumulano un buon vantaggio nei confronti dei cugini, ma già alla fine del girone di andata i canarini recuperano lo svantaggio e il resto della regular season sarà un testa a testa tra le due squadre: i gialloblu la spuntano all'ultima giornata con un vantaggio di soli due punti e la Reggiana, nonostante gli 86 punti in classifica (record di sempre per i granata, anche considerando la vecchia regola dei due punti a vittoria), deve accontentarsi del secondo posto e dei play-off nazionali, dove la squadra viene eliminata al secondo turno dalla Feralpisalò.

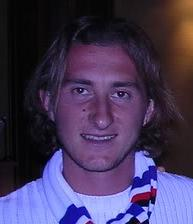
Aimo Diana, allenatore del ritorno granata in Serie B al termine della stagione 2022-2023.

L'anno successivo, confermato l'allenatore Aimo Diana, la Reggiana è inserita nel gruppo dei favoriti alla vittoria del girone B assieme al Cesena: i granata prendono la vetta del campionato nel girone d'andata e costruiscono un discreto vantaggio nei confronti delle inseguitrici nelle partite successive, salvo poi incappare in una flessione che riporta in auge le velleità di Virtus Entella e Cesena. A tre giornate dalla fine, i liguri riescono ad appaiare la Reggiana in vetta al girone (posizionandosi davanti ad essi in virtù degli scontri diretti a favore), ma i liguri incappano in due pareggi consecutivi e le due vittorie dei granata danno a questi ultimi la certezza del trionfo nel girone e della promozione in Serie B dopo due anni.
Nonostante la promozione, il tecnico bresciano lascia la Reggiana per approdare al Vicenza e la società lo sostituisce con Alessandro Nesta, ex allenatore tra le altre di Perugia e Frosinone. Nella stagione 2023-2024 i granata disputeranno un buon campionato tra i cadetti, mantenendosi per tutto l'anno in una tranquilla posizione di metà classifica. L'annata sarà caratterizzata dai risultati importanti contro le big (la Reggiana uscirà imbattuta in tutte e dieci le sfide contro le prime cinque della classifica), ma complice un rendimento altalenante contro le medio-piccole finirà il campionato all'11º posto con 47 punti, a 4 punti dalla zona play-off e con altrettanti punti di vantaggio sulla zona play-out, centrando dunque l'obiettivo della permanenza in seconda serie, un risultato che non veniva ottenuto da 26 anni.
Dopo aver raggiunto la salvezza, il ds Roberto Goretti lascia l'incarico per approdare come direttore tecnico alla Fiorentina e viene nominato direttore sportivo Marcello Pizzimenti, già collaboratore dell'area sportiva, e anche il tecnico Nesta lascia la squadra per andare ad allenare il Monza in Serie A, venendo sostituito con William Viali, allenatore nella stagione precedente del Cosenza, sempre in serie cadetta. Il secondo anno in B vede gli emiliani riconfermare la permanenza in categoria, seppur più movimentata rispetto a quella dell'anno seguente: dopo aver passato gran parte del campionato in bassa classifica, stazionando a tratti in zona play-out e in zona retrocessione, e cambiato Viali con Dionigi alla 31ª giornata, la squadra vince 4 delle 5 partite finali (considerando anche il recupero della 34ª giornata per la morte del Papa) e si salva direttamente chiudendo 13º con 44 punti. 

## Colori e simboli

### Colori
Il primo colore sociale del club fu il nero. Il motivo della scelta dei pionieri del calcio reggiano rimane a tutt'oggi incerta, tuttavia la versione più accreditata vuole che la tonalità venne ereditato dalle divise della Juventus Reggio, una delle compagini che furono all'origine del calcio a Reggio Emilia. Dunque, la divisa era inizialmente nera con dettagli bianchi; dopo pochi anni però si passò al granata, la tinta del Reggio, altra squadra dietro alla nascita della Reggiana e che l'aveva scelta a suo tempo come omaggio al più noto Torino, la prima compagine di Severino Taddei, poi tra i fondatori del sodalizio reggiano.
La divisa della Reggiana è tradizionalmente granata con pantaloncini blu. Tuttavia molti sostenitori della Regia rimangono affezionati al completo interamente granata che fu spesso indossato dagli emiliani a cavallo tra gli anni 80 e 90 del XX secolo, nella cosiddetta epoca d'oro caratterizzata da fugaci apparizioni in massima serie.

### Simboli ufficiali

#### Stemma
Nel 2002, con il passaggio delle quote da Franco Dal Cin al duo Foglia-Cimurri, viene adottato un nuovo logo, quasi a simboleggiare una svolta epocale, visto che l'imprenditore veneto era ormai inviso al tifo organizzato: si tratta dell'attuale, che riporta al centro un semplice pallone di cuoio e l'anno di fondazione, mentre tra i due bordi dorati c'è la scritta in granata, partendo dal basso a sinistra, Associaz. (troncata per farla entrare) Calcio (sulla sommità) e Reggiana (sulla destra) a circoscrivere il tutto.
A seguito del fallimento del 2005, la nuova Reggio Emilia, prima di riacquisire i diritti del logo e del nome, utilizzò per la stagione 2005-2006 lo stemma comunale.
Il logo utilizzato nella stagione 2018-2019 dalla rifondata Reggio Audace è una rivisitazione degli stemmi utilizzati tra gli anni 80 e 90 del XX secolo: la lettera “R” che sovrasta la grafica del logo, si allinea nella parte sinistra (schiena lettera) parallelamente al tricolore, vero simbolo quadricromico del logo, posto con un posizionamento verticale che enfatizza il tricolore della Repubblica Cisalpina, nato proprio a Reggio Emilia, da cui deriva l'attuale bandiera della Repubblica Italiana. 
L’inclinazione del tricolore si mantiene inalterata rispetto alla storica “R” del simbolo di A.C. REGGIANA utilizzato nelle gloriose stagioni degli anni 80.
A partire dalla stagione 2019-2020 la società è tornata ad utilizzare il logo storico, nella versione in uso dal 2005, dopo aver acquistato all'asta fallimentare il marchio e la denominazione AC Reggiana 1919.

Stemma usato negli anni 80 del XX secolo
Stemma usato dal 1991 al 1996
Stemma usato dal 1996 al 2002
Stemma usato dal 2002 al 2005, dal 2006 al 2018 e dal 2019 al 2024
Stemma comunale di Reggio Emilia, adottato nella stagione 2005-2006 dal Reggio Emilia F.C.
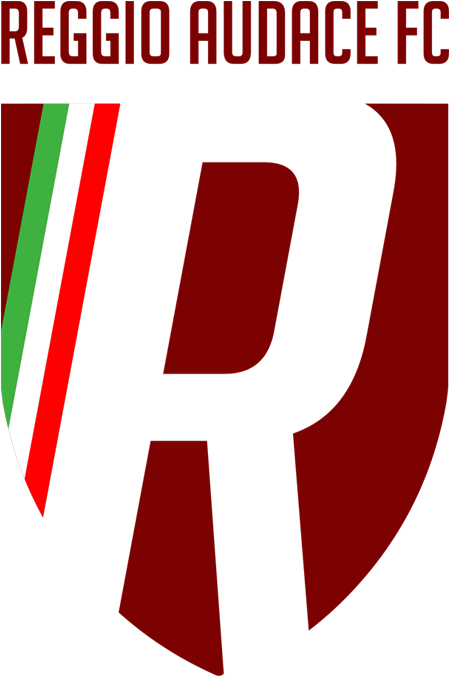
Stemma usato dalla rifondata Reggio Audace nella stagione 2018-2019
Stemma in uso dal 2024

## Strutture

### Stadio

Gli ultras della Regia gremiscono la curva dello stadio Mirabello nel corso della stagione 1981-1982.

Nel 1919 la neonata Reggiana, frutto della fusione tra il Reggio Foot-Ball & Cricket Club e l'Audace Reggio, ereditò da quest'ultima come campo da gioco il Mirabello, che rimarrà lo storico impianto dei granata per i successivi settantasei anni. Questo verrà abbandonato a metà degli anni 90 vista l'ormai inadeguatezza per le esigenze della squadra nonché per sopraggiunti problemi logistici e di ordine pubblico; infatti il Mirabello, costruito all'inizio del XX secolo sopra quello che era al tempo il margine tra la città e la campagna, durante gli anni del boom economico venne di fatto inglobato dalla proliferante edilizia popolare.
Per tali motivi, nel 1995 il club si spostò in un nuovo e più moderno campo di gioco, l'allora Giglio, oggi noto col nome di Mapei Stadium - Città del Tricolore. Con una capienza di 23.717 posti, l'impianto di Reggio Emilia è caratterizzato da un'architettura abbastanza significativa. Sotto le sue tribune è inoltre presente un moderno parco commerciale.
Proprietaria dell'impianto era la società Mirabello 2000, che era affiliata alla Reggiana.

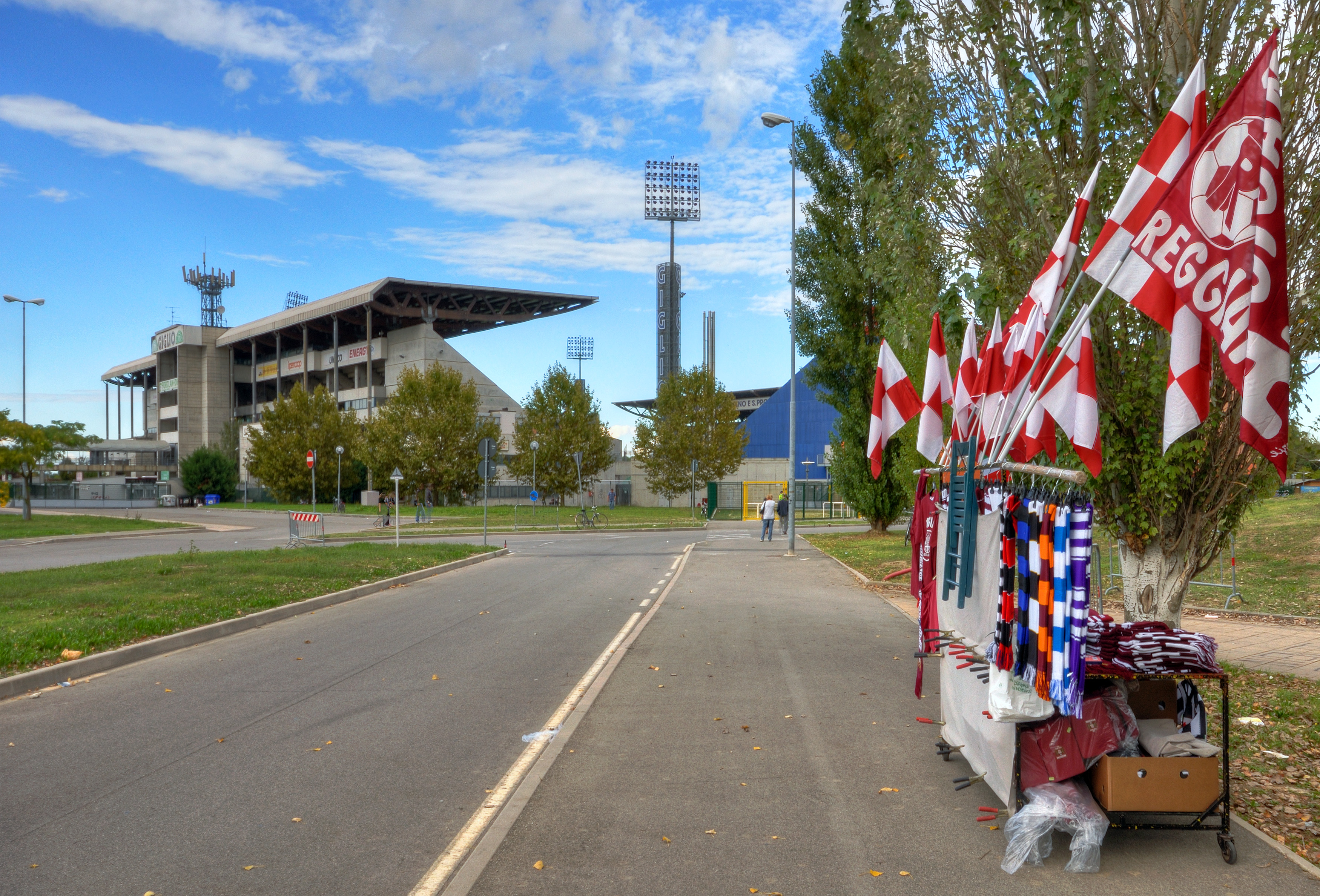
Veduta esterna dello stadio Città del Tricolore, già Giglio.

Con il fallimento del club granata avvenuto nel luglio del 2005, l'impianto è passato in mano a un curatore fallimentare; la squadra ha quindi disputato le sue partite al Giglio grazie a una deroga concessa dall'osservatorio del Viminale, scaduta nel giugno del 2008. Nel 2013, lo stadio viene acquistato dalla Mapei di Giorgio Squinzi, patron del Sassuolo.

### Centro di allenamento
La storica sede degli allenamenti della prima squadra e di tutto il settore giovanile granata è il Centro Sportivo di via Agosti e via Mogadiscio "Don Bosco", situato nei pressi dell'aeroporto cittadino.

## Società

### Organigramma societario
Di seguito l'organigramma societario.
Consiglio di amministrazione
- Romano Amadei - Presidente onorario
- Carmelo Salerno - Presidente e amministratore delegato
- Vittorio Cattani - Vicepresidente e direttore generale
- Giuseppe Fico - Vicepresidente
- Eugenio Imbergamo - Responsabile controllo di gestione

Area sportiva
- Domenico Fracchiolla - Direttore sportivo
- Gennaro Scognamiglio - Direttore Tecnico
- Tommaso Ferrarello - Responsabile video scouting
- Michele Malpeli - Team Manager

### Sponsor
Di seguito l'elenco dei fornitori tecnici e degli sponsor ufficiali.
- 1980-1986 Umbro
- 1986-1988 NR
- 1988-1991 Erreà
- 1991-1998 Asics
- 1998-2006 Erreà
- 2006-2011 Mass
- 2011-2016 Erreà[47]
- 2016-2018 Sportika
- 2018- Macron

## Allenatori e presidenti
Di seguito l'elenco degli allenatori e dei presidenti.
- 1919-1920  Severino Taddei
- 1920-1922  Karl Stürmer
- 1922-1923  Felice Romano
- 1923-1924  Karl Stürmer
- 1924-1925  Severino Taddei
- 1925-1926  Ottorino Bojardi (1ª-12ª)
 Karl Stürmer (13ª-22ª)
- 1926-1928  Vilmos Zsigsmond
- 1928-1929  Anton Ringer
- 1929-1930  Severino Taddei
- 1930-1934  Regolo Ferretti
- 1934-1935  Mauro Maurer (1ª-26ª)
 Italo Rossi (girone finale)
- 1935-1937  Italo Rossi
- 1937-1939  Giuseppe Valenti
- 1939-1941  János Vanicsek
- 1941-1942  János Vanicsek (1ª-17ª)
 Luigi Bernardi e  William Ruozi (18ª-34ª)
- 1942-1943  Alfredo Mazzoni
- 1943-1944  Regolo Ferretti
- 1945-1946  Felice Romano
- 1946-1947  Bruno Vale (1ª-21ª)
 Alcide Ivan Violi (22ª-42ª)
- 1947-1948  Angelo Mattea (1ª-17ª)
 Piero Ferrari (18ª-34ª)
- 1948-1949  Piero Ferrari (1ª-20ª)
 Bruno Arcari (21ª-40ª)
- 1949-1951  Giuseppe Antonini
- 1951-1952  Giuseppe Antonini (1ª-27ª)
 Vittorio Malagoli (28ª-38ª)
- 1952-1953  Guido Masetti
- 1953-1954  Alcide Ivan Violi
- 1954-1961  Luigi Del Grosso
- 1961-1962  Luigi Del Grosso (1ª-30ª)
 Angelo Piccioli (31ª-38ª)
- 1962-1963  Renato Martini (1ª-19ª)
 Vittorio Malagoli (20ª-34ª)
- 1963-1964  Giancarlo Cadè
- 1964-1965  Dino Ballacci
- 1965-1970  Romolo Bizzotto
- 1970-1973  Ezio Galbiati
- 1973-1974  Ezio Galbiati (1ª-19ª)
 Giampiero Grevi e  Giovanni Campari (20ª-38ª)
- 1974-1975  Tito Corsi (1ª-16ª)
 Carmelo Di Bella (17ª-38ª e spareggio)
- 1975-1976  Carmelo Di Bella (1ª-27ª)
 Bruno Giorgi (28ª-38ª)
- 1976-1977  Mario Caciagli
- 1977-1978  Guido Mammi
- 1978-1979  Guido Mammi (1ª-29ª)
 Franco Marini (30ª-34ª)
- 1979-1980  Franco Marini
- 1980-1982  Romano Fogli
- 1982-1983  Romano Fogli (1ª-9ª)
 Giovan Battista Fabbri (10ª-38ª)
- 1983-1984  Lauro Toneatto
- 1984-1985  Franco Fontana
- 1985-1986  Franco Fontana (1ª-5ª)
 Giancarlo Cadè (6ª-34ª)
- 1986-1987  Nello Santin
- 1987-1988  Nello Santin (1ª-20ª)
 Marino Perani (21ª-34ª)
- 1988-1994  Giuseppe Marchioro
- 1994-1995  Giuseppe Marchioro (1ª-8ª)
 Enzo Ferrari (9ª-31ª)
 Cesare Vitale (32ª-34ª)
- 1995-1996  Giorgio Ciaschini e  Carlo Ancelotti
- 1996-1997  Adelio Moro e  Mircea Lucescu (1ª-10ª)
 Francesco Oddo (11ª-34ª)
- 1997-1998  Francesco Oddo (1ª-8ª)
 Franco Varrella (9ª-38ª)
- 1998-1999  Franco Varrella (1ª-10ª)
 Attilio Perotti (11ª-24ª)
 Franco Varrella (25ª-30ª)
 Angelo Gregucci e  Fabiano Speggiorin (31ª-38ª)
- 1999-2000  Angelo Gregucci e  Fabiano Speggiorin (1ª-7ª)
 Giorgio Rumignani (8ª-34ª)
- 2000-2001  Luigi Maifredi (1ª-8ª)
 Claudio Testoni (9ª-32ª)
 Salvatore Vullo (33ª-34ª e play-out)
- 2001-2002  Salvatore Vullo (1ª-27ª)
 Lorenzo Mossini (28ª-34ª e play-out)
- 2002-2003  Adriano Cadregari
- 2003-2004  Adriano Cadregari (1ª-11ª)
 Antonio Sala (12ª-23ª)
 Adriano Cadregari (24ª-34ª)
 Bruno Giordano (play-out)
- 2004-2005  Bruno Giordano
- 2005-2006  Luciano Foschi
- 2006-2007  Luciano Foschi (1ª-4ª)
 Alessandro Pane (5ª-34ª e play-off)
- 2007-2009  Alessandro Pane
- 2009-2010  Loris Dominissini
- 2010-2011  Amedeo Mangone
- 2011-2012  Amedeo Mangone (1ª-17ª)
 Lamberto Zauli e  Salvatore Lanna (18ª-34ª)
- 2012-2013  Lamberto Zauli (1ª-17ª)
 Luigi Apolloni (18ª-27ª)
 Lamberto Zauli (28ª-34ª e play-out)
- 2013-2014  Pier Francesco Battistini (1ª-21ª)
 Marcello Montanari (22ª-30ª)
- 2014-2016  Alberto Colombo
- 2016-2017  Leonardo Colucci (1ª-22ª)
 Leonardo Menichini (23ª-38ª e play-off)
- 2017-2018  Leonardo Menichini (1ª-6ª)
 Massimiliano La Rosa e  Andrea Tedeschi (7ª-9ª)
 Sergio Eberini (10ª-38ª e play-off)
- 2018-2019  Mauro Antonioli
- 2019-2021  Massimiliano Alvini
- 2021-2023  Aimo Diana
- 2023-2024  Alessandro Nesta
- 2024-2025  William Viali (1ª-31ª)
 Davide Dionigi (32ª-38ª)
- 2025-  Davide Dionigi

- 1919-1923  Giuseppe Cassoli
- 1923-1924  Vittorino Palazzi Trivelli
- 1924-1925  Vittorino Palazzi Trivelli
 Giuseppe Cassoli
- 1925-1928  Giovanni Bonini
- 1928-1929  Renato Bertolini e  Pietranera-Barchi
- 1929-1930  Renato Bertolini
- 1930-1931  Mario Muzzarini
 Franco Fontanili
- 1931-1932  Enrico Bottazzi
- 1932-1936  Marcello Bofondi
- 1936-1937  Giuseppe Pietranera
- 1937-1938  Eugenio Bolondi
- 1938-1939  Giovanni Marzi
- 1939-1941  Giovanni Robba
- 1941-1942  Alberto Ferrari
- 1942-1943  Antonio Alessio
- 1944  Regolo Ferretti (commissario)
- 1945-1946  Mario Curti
 Carlo Visconti
- 1946-1947  Carlo Visconti
- 1947-1948  Mario Dall'Aglio (commissario)
- 1948-1951  Renato Simonini
- 1951-1955  Enzo Del Conte
- 1955-1956  Gianni Landini
- 1956-1966  Carlo Visconti,  Gino Lari e  Giorgio Degola
- 1966-1979  Carlo Visconti
- 1979-1981  Franco Vacondio
- 1981-1982  Franco Vacondio
 Giovanni Vandelli
- 1982-1988  Giovanni Vandelli
- 1988-1993  Ermete Fiaccadori
- 1993-1994  Gianfranco Morini
- 1994-1995  Luciano Fantinel
- 1995-1996  Loris Fantinel
- 1996-2001  Luciano Ferrarini
- 2001-2002  Federico Spallanzani
- 2002-2004  Federico Spallanzani e  Chiarino Cimurri
- 2004-2005  Federico Spallanzani
- 2005-2010  Vando Veroni
- 2010-2015  Alessandro Barilli
- 2015-2016  Stefano Compagni
- 2016-2018  Mike Piazza
- 2018-2020  Luca Quintavalli
- 2020-  Carmelo Salerno

## Calciatori

### La Reggiana e le nazionali di calcio

Il brasiliano Cláudio Taffarel, campione del mondo a durante la militanza nella Reggiana.

Sono 28 i calciatori reggiani convocati nelle rappresentative azzurre.
- Felice Romano[51] -  Italia
- Massimo Brambilla[52] -  Italia U-21
- Gianluca Cherubini[53] -  Italia U-21/ Italia olimpica
- Francesco Cozza[54] -  Italia U-21
- Davide Dionigi[55] -  Italia U-21
- Gianluca Francesconi[56] -  Italia U-21/ Italia olimpica
- Christian Lantignotti[57] -  Italia U-21
- Massimo Margiotta[58] -  Italia U-21
- Marco Romizi[59] -  Italia U-21/ Italia U-20
- Cristiano Zanetti[60] -  Italia U-21
- Ramzi Aya[61] -  Italia U-20
- Matteo Chinellato[62] -  Italia U-20
- Fabio De Luca[63] -  Italia U-20
- Giuseppe Di Masi[64] -  Italia U-20

- Umberto Eusepi[65] -  Italia U-20
- Niccolò Morsia[66] -  Italia U-20
- Mirko Stefani[67] -  Italia U-20
- Andrea Costa[68] -  Italia U-19/ Italia U-18
- Davide Bagnacani[69] -  Italia U-18/ Italia U-17
- Fabio Caselli[70] -  Italia U-18/ Italia U-17
- Paolo Mozzini[71] -  Italia U-18
- Omar Dallari[72] -  Italia U-17
- Matteo Verdi[73] -  Italia U-15
- Paolo Zanardo[74] -  Italia U-15
- Michele Cerofolini -  Italia U-21
- Edoardo Pieragnolo -  Italia U-21
- Alessandro Marcandalli -  Italia U-20
- Alessandro Bianco -  Italia U-21

Sono 6 i calciatori reggiani convocati nelle altre nazionali maggiori europee.
- Igor Simutenkov[76] -  Russia
- Georgi Nemsadze[77] -  Georgia
- Paulo Futre[78] -  Portogallo

- Johnny Ekström[79] -  Svezia
- Michael Hatz[80] -  Austria
- Arlind Ajeti -  Albania

## Palmarès

### Competizioni nazionali
- Serie B: 1

1992-1993
- Serie C: 5

1939-1940 (girone B, girone finale A); 1957-1958; 1963-1964 (girone A); 1970-1971 (girone A); 2022-2023 (girone B)
- Serie C1: 2

1980-1981 (girone A); 1988-1989 (girone A)
- Supercoppa di Serie C2: 1

2008
- Serie C2: 1

2007-2008 (girone B)

### Competizioni giovanili
- Campionato Nazionale Dante Berretti: 1

2002-2003
- Torneo Città di Vignola: 6

1970, 1971, 1974, 1997, 2003, 2024

## Statistiche e record

### Partecipazione ai campionati
| Livello | Categoria                | Partecipazioni | Debutto   | Ultima stagione | Totale |
| ------- | ------------------------ | -------------- | --------- | --------------- | ------ |
| 1º      | Serie A                  | 3              | 1993-1994 | 1996-1997       | 7      |
| 1º      | Prima Divisione          | 2              | 1924-1925 | 1925-1926       | 7      |
| 1º      | Divisione Nazionale      | 2              | 1927-1928 | 1928-1929       | 7      |
| 2º      | Serie B                  | 37             | 1929-1930 | 2025-2026       | 41     |
| 2º      | Serie B-C Alta Italia    | 1              | 1945-1946 | 1945-1946       | 41     |
| 2º      | Prima Divisione          | 1              | 1926-1927 | 1926-1927       | 41     |
| 2º      | Seconda Divisione        | 2              | 1922-1923 | 1923-1924       | 41     |
| 3º      | Serie C                  | 18             | 1935-1936 | 2022-2023       | 47     |
| 3º      | Lega Pro                 | 3              | 2014-2015 | 2016-2017       | 47     |
| 3º      | Lega Pro Prima Divisione | 6              | 2008-2009 | 2013-2014       | 47     |
| 3º      | Serie C1                 | 15             | 1978-1979 | 2004-2005       | 47     |
| 3º      | Prima Divisione          | 5              | 1930-1931 | 1934-1935       | 47     |
| 4º      | Serie D                  | 1              | 2018-2019 | 2018-2019       | 7      |
| 4º      | Serie C2                 | 3              | 2005-2006 | 2007-2008       | 7      |
| 4º      | IV Serie                 | 3              | 1953-1954 | 1955-1956       | 7      |

In 102 stagioni sportive disputate a livello nazionale a partire dall'esordio nel campionato di Seconda Divisione nel 1922, compresi 4 tornei di Prima Divisione e Divisione Nazionale (A), 4 tornei fra Seconda Divisione e Cadetteria Mista Alta Italia (B), e 3 tornei di Serie C2. In precedenza la Reggiana afferiva al Comitato Regionale Emiliano.

### Statistiche di squadra
La Reggiana è la squadra che ha subito il maggior numero di retrocessioni dalla Serie B (9). Inoltre con solo due partite vinte nella stagione 1996/97 è insieme al Varese (1965/66), al Brescia (1994/95), al Napoli (1997/98) e all'Ancona (2003/04) la squadra che ha realizzato il minor numero di vittorie nella Serie A a 18 squadre. La sua tradizione sportiva è la 40ª del paese.

### Statistiche individuali
Il calciatore più presente di sempre in campionato è Athos Panciroli (307 presenze) mentre il più prolifico è Alcide Ivan Violi (107 gol). In Coppa Italia i primati sono detenuti rispettivamente da Fabio Caselli (31 presenze) e Flaviano Zandoli (9 gol). Per quanto concerne gli altri tornei disputati dalla Regia, in Coppa CONI, il primato di presenze (10) è detenuto da 6 giocatori mentre Oreste Benatti è il miglior marcatore (4 gol); nella Coppa dell'Amicizia italo-francese 8 calciatori detengono il record di presenze (2) e Agostino De Nardi è il cannoniere (2 gol); in Coppa delle Alpi il cannoniere è Giandomenico Dazzi con 2 reti, mentre nella Coppa Anglo-Italiana il record di reti è di Gian Piero Gasperini (3).
Il calciatore ad aver realizzato il maggior numero di reti in un solo campionato è Gianni Cappi (29) nel 1953-1954. Colui ad aver realizzato più calci di rigore è invece Alcide Ivan Violi (17). Il portiere più presente di sempre è Nico Facciolo (179), mentre il giocatore straniero più presente è il brasiliano André Viapiana (136). Di seguito i primatisti di presenze e reti.
| Record di presenze totali - 310 Athos Panciroli (1938-1940, 1945-1955) - 289 Giampiero Grevi (1957-1959, 1961-1962, 1963-1970) - 255 Roberto Stefanello (1969-1977) - 253 Orlando Bertini (1962-1970) - 250 Milo Campari (1931-1935, 1936-1937, 1938-1947) - 249 Sileno Passalacqua (1968-1969, 1970-1977) - 247 Alcide Ivan Violi (1930-1935, 1940-1948) - 243 Arnaldo Vighi (1926-1930, 1931-1938) - 241 Arturo Benelli (1930-1939, 1944) - 230 Michele Zanutta (1988-1995) | Record di presenze in campionato - 306 Athos Panciroli (1938-1940, 1945-1955) - 282 Giampiero Grevi (1957-1959, 1961-1962, 1963-1970) - 243 Orlando Bertini (1962-1970) 243 Alcide Ivan Violi (1930-1935, 1940-1948) - 241 Milo Campari (1931-1935, 1936-1937, 1938-1947) - 236 Arnaldo Vighi (1926-1930, 1931-1938) - 230 Roberto Stefanello (1969-1977) - 226 Arturo Benelli (1930-1939, 1944) - 222 Sileno Passalacqua (1968-1969, 1970-1977) - 211 Michele Zanutta (1988-1995) | Record di reti - 109 Alcide Ivan Violi (1930-1935, 1940-1948) - 63 Stefano Aigotti (1924-1927, 1933-1935) - 59 Giovanni Cappi (1952-1956) - 58 Arturo Benelli (1930-1939, 1944) - 57 Aldo Catalani (1955-1958, 1959-1963) - 52 Flaviano Zandoli (1971-1974, 1980-1982) - 51 Giuseppe Alessi (2007-2016) - 50 Luca Zamparo (2018-2019, 2020-2022) - 47 Sergio D'Agostino (1984-1988) - 41 Piero De Stefanis (1937-1940) 41 Mario Pistacchi (1957-1960) 41 Giampietro Spagnolo (1968-1973) |

## Tifoseria

### Storia

I tifosi della Regia invadono gioiosi il campo di San Siro al termine dello spareggio contro l' del giugno 1975, che valse la permanenza in Serie B.

Il tifo organizzato a Reggio Emilia, come in molte altre città d'Italia, nasce negli anni 70. Sono sparsi tra le province di Reggio Emilia e Modena i circa trenta Granata Clubs affiliati al centro coordinamento. Nella curva sud dello Stadio Città del Tricolore il principale gruppo ultras è quello delle Teste Quadre.

### Gemellaggi e rivalità
Gli ultras granata sono storicamente gemellati con quelli del Vicenza e della Cremonese; esiste inoltre un duraturo rapporto d'amicizia con la curva del Genoa, poi trasformatosi in gemellaggio vero e proprio. Infine, la tifoseria granata coltiva buoni rapporti con quella della Pallacanestro Reggiana.
Le rivalità più sentite e storiche sono quelle con le tifoserie corregionali del Parma – le cui squadre danno vita al derby dell'Enza – e del Modena, due storiche rivalità non solo sportive ma anche campanilistiche che travalicano l'ambito sportivo.
Rivalità invece limitate all'ambito calcistico si hanno coi gruppi organizzati del Piacenza, del Cesena, dello Spezia, della Lucchese, del Mantova e della SPAL, quest'ultima conseguente a un precedente gemellaggio sciolto. Un caso simile, ma con risvolti differenti, è quello del Pisa con cui era in essere un gemellaggio durato dal 1982 al 2007 quando, a causa di divergenze di vedute riguardo alla nuova legge sugli stadi (decreto Amato), il legame fu rotto: da allora, tra le due tifoserie c'è un semplice rapporto di rispetto reciproco.
Nell'estate del 2015, in seguito alla decisione da parte della Curva Sud reggiana di aderire alla tessera del tifoso, è stato interrotto lo storico gemellaggio in essere coi tifosi della Carrarese.

## Organico

### Rosa 2025-2026
Rosa aggiornata al 14 agosto 2025.
| N. |                           | Ruolo | Calciatore               |
| -- | ------------------------- | ----- | ------------------------ |
| 1  | Italia (bandiera)         | P     | Edoardo Motta            |
| 2  | Italia (bandiera)         | D     | Andrea Papetti           |
| 3  | Italia (bandiera)         | D     | Andrea Bozzolan          |
| 4  | Italia (bandiera)         | D     | Paolo Rozzio (capitano)  |
| 5  | Slovenia (bandiera)       | C     | Leo Štulac               |
| 6  | Italia (bandiera)         | C     | Francesco Pio Vallarelli |
| 7  | Italia (bandiera)         | A     | Manuel Marras            |
| 10 | Paesi Bassi (bandiera)    | A     | Elayis Tavşan            |
| 11 | Costa d'Avorio (bandiera) | A     | Cedric Gondo             |
| 12 | Italia (bandiera)         | P     | Andrea Seculin           |
| 13 | Italia (bandiera)         | D     | Andrea Meroni            |
| 14 | Italia (bandiera)         | D     | Danilo Quaranta          |
| 16 | Argentina (bandiera)      | C     | Tobías Reinhart          |

| N. |                     | Ruolo | Calciatore         |
| -- | ------------------- | ----- | ------------------ |
| 17 | Italia (bandiera)   | D     | Lorenzo Libutti    |
| 23 | Italia (bandiera)   | A     | Matteo Rover       |
| 26 | Italia (bandiera)   | C     | Massimo Bertagnoli |
| 29 | Italia (bandiera)   | C     | Oliver Urso        |
| 31 | Italia (bandiera)   | D     | Mario Sampirisi    |
| 43 | Italia (bandiera)   | D     | Simone Bonetti     |
| 44 | Italia (bandiera)   | C     | Leonardo Mendicino |
| 80 | Svizzera (bandiera) | C     | Natan Girma        |
| 90 | Italia (bandiera)   | C     | Manolo Portanova   |
| 91 | Guinea (bandiera)   | A     | Oumar Conté        |
| 98 | Monaco (bandiera)   | A     | Edoardo Cavaliere  |
| -  | Italia (bandiera)   | C     | Damiano Basili     |
| -  | Italia (bandiera)   | D     | Diego Stramaccioni |

### Staff tecnico
Staff aggiornato al 31 marzo 2025.
Area tecnica
- Davide Dionigi - Allenatore
- Lorenzo Sibilano - Allenatore in seconda
- Marco Bizzarri - Preparatore dei portieri
- Giuseppe Liperoti - Collaboratore tecnico
- Giacomo Ceci - Preparatore atletico
- Davide Morelli - Preparatore atletico
- Mattia Fantuzzi - Assistente Preparatore atletico
- Alessandro Spaggiari - Collaboratore preparatore atletico
- Hiroshi Komatsuzaki - Match Analyst
- Matteo Ferri - Magazziniere

Area sanitaria
- Stefano Bondi - Responsabile sanitario
- Massimiliano Manzotti - Medico sociale
- Alessandro Spaggiari - Recupero infortuni
- Alessandro Nosenzo - Consulente ortopedico
- Remigio Del Sole - Fisioterapista
- Filippo Torricelli - Fisioterapista
- Gabriele Di Paola - Fisioterapista

## Filmografia
- 100 anni: una storia Reggiana, regia di Alberto Abbate (2020)